# Lona Williams
Lona Willams (Hennepin, Minnesota, 26 de septiembre de 1966) es una productora de televisión, escritora y actriz estadounidense.

## Vida y carrera
Williams se crio en Rosemount, Minnesota, donde su padre, Les, era profesor de matemáticas de educación primaria. Williams participó en concursos de belleza de pequeña y fue coronada Miss Junior de Minnesota en 1985, antes de convertirse ese mismo año en la finalista en el America's Junior Miss, ganando una beca escolar de 10,000 dólares.[cita requerida][cita requerida] Poco después se graduó en el Instituto Rosemount.[cita requerida]
Williams asistió a la Universidad de Minnesota y después de tomar un curso de escritura de guiones allí, su profesor la animó para que se mudase a California para buscar trabajo. Después de trabajar como asistente en un espectáculo, Jerry Belson le ayudó a conseguir trabajo como asistente de guionista en Los Simpson. Ocasionalmente daba voz para la serie, incluyendo la de Amber Dempsey, el personaje de un solo episodio de "Lisa Reina de la Belleza". Ella anotó: "Yo realmente era solo una teclista para el espectáculo. Pero trabajando en el guion, aprendí cómo los guiones se ponían juntos. Iría a trabajar y teclear todo el día, y venía a casa y trabajaba en mi guiones para Los Simpson y Roseanne."
Bruce Helford contrató a Williams como escritora en Someone Like Me de corta duración antes de que en 1995 firmase como escritora y productora para The Drew Carey Show. Permaneció durante tres temporadas y escribió la obra Dairy Queens la cual fue retitulada y lanzada en 1999 como Muérete, bonita. También escribió el guion original para la película de 2001 Sugar & Spice. Ella coescribió el guion de Scouts Guide to the Zombie Apocalypse.